# Bộ Kinh Vân
Bộ Kinh Vân (Tiếng Trung Quốc: 步驚雲) là một nhân vật hư cấu trong bộ truyện tranh Phong Vân của hai tác giả Hồng Kông Mã Vinh Thành và Đan Thanh.
Thuở nhỏ anh có tên là Hoắc Kinh Giác, sau khi gia nhập Thiên Hạ Hội, anh lấy lại tên là Bộ Kinh Vân.
Bộ Kinh Vân được giang hồ biết đến với một tính cách khá kỳ lạ: với bản chất lạnh lùng, trầm tĩnh và ít biểu lộ tình cảm ra bên ngoài, anh ta thường bị cho là quá lạnh nhạt và nhẫn tâm. Tình cảm của anh ta dành cho thế giới gần như không có, có chăng chỉ là đối với rất ít người như: Nhiếp Phong (sư đệ tại Thiên Hạ Hội), Hoắc Bộ Thiên - cha nuôi, Khổng Từ (tình yêu đầu tiên), Sở Sở (con gái của Vu Nhạc, người đã tặng cánh tay kì lân cho Bộ Kinh Vân), người vợ Tử Ngưng và sư phụ Vô Danh, con trai Bộ Thiên, con gái Tiểu Đình.
Nhân vật Bộ Kinh Vân được diễn viên Hà Nhuận Đông thể hiện trong bộ phim Phong Vân: Hùng Bá Thiên Hạ.

## Tu luyện võ công
9 tuổi, làm con nuôi trong nhà họ Hoắc, Kinh Vân được kế phụ Hoắc Bộ Thiên truyền cho bộ Hoắc gia kiếm pháp. Có thể nói, Kinh Vân có được lòng hiếu võ là từ Hoắc Bộ Thiên.
Sau cái chết của cả gia đình dưới tay Thiên Hạ Hội, Bộ Kinh Vân gặp gỡ Vô Danh, và lén học được một chiêu mạnh nhất trong Mạc Danh Kiếm Pháp là Bi Thống Mạc Danh. Điều kỳ lạ là đệ tử Kiếm Thần của Vô Danh tư chất không tầm thường, lại luyện Mạc Danh Kiếm Pháp từ nhỏ mà chỉ còn mỗi chiêu đó không sao luyện thành, còn Kinh Vân học lén mà lại thành công. Vô Danh giải thích là do kiếm ý bi thống, đầy oán sầu hợp với trải nghiệm và tính cách của Kinh Vân.
Sau khi bị Vô Danh từ chối nhận làm đồ đệ, anh tim đến với Thiên Hạ Hội, với mục đích trà trộn vào hòng trả mối thù giết hại gia đinh. Một điều bất ngờ đã xảy ra: Hùng Bá, bang chủ Thiên Hạ Hội đã đặc biệt quan tâm tới Bộ Kinh Vân và ngay lập tức chọn anh ta làm đệ tử - đường chủ thứ 2, sau Tần Sương và truyền dạy một trong ba tuyệt học của mình là Bài Vân Chưởng - chính là môn sở trường của anh.
Nhờ cơ duyên, anh có được kiếm phổ Thánh Linh Nhị thập nhị thức (22 thức Thánh Linh kiếm pháp) của Kiếm Thánh.
Nhiều chuyện phức tạp diễn ra sau đó, dẫn đến việc Hùng Bá bị 3 anh em Phong Vân Sương tiêu diệt. Tiếp theo đó là cuộc xâm lăng của người Đông Doanh (cách người Trung Quốc xưa gọi Nhật Bản). Vô Danh cuối cùng cũng nhận anh làm đồ đệ, còn giúp anh đã ngộ ra một bộ kiếm pháp mới, và được Vô Danh đặt tên là Tam Bá Kiếm. Ba chiêu kiếm tuy là kiếm nhưng lại có sự bá đạo của đao, đạt đến cảnh giới Hữu Hình Kiếm Khí.
Sau này, dựa trên kiếm ý đó, anh ta cũng sáng tạo ra một bộ chưởng pháp khác, tên gọi là Tam Bá Chưởng.
Từ lúc đó cho tới trận quyết đấu với Đoạn Lãng (trong trận quyết chiến với Ma kì lân Đoạn Lãng để đề thăng công lực Bộ Kinh Vân đã tìm đến Thần Y và phục Nghịch càn khôn; ngoài ra Bộ Kinh Vân còn có Tý kỳ lân cũng là một sản phẩm của Thần Y) - kết thúc phần 2 truyện, Bộ Kinh Vân không học thêm 1 võ công nào nữa; tuy nhiên công lực thì có đột phá rất lớn nhờ Phục Long Nguyên.
Sau này, nhờ cơ duyên, trong thành cổ ở Đại Mạc, Bộ Kinh Vân học được Vô Cầu Dịch Quyết. Đây không hẳn là chiêu số của một loại võ công nào mà là một bộ tâm pháp và chiêu ý, với yếu chỉ là "Vạn vật vi nhất khí tự hóa".

## Vũ khí
Tuyệt Thế Hảo Kiếm - một thanh kiếm đặc biệt, toàn một màu đen lạnh lẽo, là thanh kiếm mà rất nhiều đúc kiếm sư bỏ ra công sức mà không tạo thành được. Bọn họ chỉ có thể tạo ra được kiếm hình, chứ không thể tạo được kiếm hồn. Bái Kiếm Sơn Trang đúc cả ngàn thanh kiếm cũng chỉ cho ra được một thanh Tuyệt Thế Hảo Kiếm...
Theo truyền thuyết thì thanh kiếm này dùng để giết Hỏa Kỳ Lân, một hung thú trong Tứ Linh. Truyền thuyết cũng nói rằng thanh kiếm này được đúc từ khối thiên thạch mang tên Hắc Hàn. Có cùng xuất xứ với thứ thép rèn nên Tuyết Ẩm, vốn là đá năm xưa Nữ Oa dùng để vá trời lưu lạc xuống trần gian.
Nếu Bạch Lộ (đúc thành tuyết Ẩm) là vật chí hàn thứ nhất trong thiên địa, coi Hắc Hàn là vật thiên địa chí hàn thứ hai cũng không ngoa. Nhưng trong màu đen của thép ẩn chứa một trái tim, hoàn toàn khác với hàn khí của Bạch Lộ tán phát ra ngoài, hóa khí thành băng. Màu đen và hàn khí của kiếm hút lấy sức mạnh vạn vật biến thành của mình.
Nhưng Tuyệt thế hảo kiếm cũng là một thanh kiếm mang nặng sát nghiệt, tuy có đủ năng lực cứu nhân gian, nhưng cũng ngạo khí bất khuất, dù làm ngọc nát cũng không làm ngói lành, chỉ xứng với kiếm thủ chân chính cũng hắc ám như nó.
Kinh Vân và Tuyệt Thế Hảo Kiếm nhân kiếm hợp nhất, tâm kiếm tương thông giúp Vân sau này đạt tới cảnh giới thượng thừa trong kiếm đạo.
Kiếm đã từng bị mẻ khi giao phong với Tuyết Ẩm đao, sau được Đế Thích Thiên rèn lại, trên thân kiếm có một vết nứt ở giữa sống kiếm. Vết nứt hình thành khi Ma Khôi đột phá Kiếm giới trốn vào nhân gian.